# Gölsjön (Södra Ljunga socken, Småland)
Gölsjön är en sjö i Ljungby kommun i Småland och ingår i Helge ås huvudavrinningsområde. Gölsjön ligger i Gölsjömyren Natura 2000-område. Sjöns area är 0,017 kvadratkilometer och den är belägen 142 meter över havet.